# 断线舌鳎
断线舌鳎（学名：Cynoglossus interruptus）为輻鰭魚綱鰈形目鰨亞目舌鳎科舌鳎属的鱼类，俗名断线三线舌鳎等、断线三线鳎。分布于南达菲律宾、北达朝鲜及日本以及广东、福建、台湾到浙江南部等近海等，属于暖水性浅海底层鱼，棲息深度50-150公尺，體長可達10.1公分，棲息在沙泥底質亞潮帶，生活習性不明，可做為食用魚。该物种的模式产地在日本横滨。